# Kippur
Kippur (hebreiska: כיפור) är en israelisk krigs- och dramafilm från 2000 i regi av Amos Gitai. Den hade premiär den 17 maj 2000 då den visades i tävlingssektionen vid filmfestivalen i Cannes.
Filmen är baserad på regissören Gitais egna upplevelser under Oktoberkriget 1973, där han deltog i räddningsuppdrag.

## Handling
Den 6 oktober 1973 blir den judiska helgdagen Jom kippur till Oktoberkrigets första dag då Syrien anfaller Israel över Golanhöjderna. Weinraub och hans vän Ruso har blivit beordrade att ansluta sig till den enhet de gjorde sin militärtjänst i. De beger sig till Golanhöjderna där de efter att ha letat men i kaoset inte hittat enheten istället hamnar i ett av flygvapnets sjukvårdsteam lett av doktor Klauzner. De deltar i räddningsoperationer där de flyger sårade och döda soldater med helikopter tillbaka från Golan. Den 10 oktober skickas de på ett uppdrag över syriskt territorium där deras helikopter blir träffad av en missil och kraschar. De räddas av ett annat helikopterteam och blir själva patienter.

## Medverkande

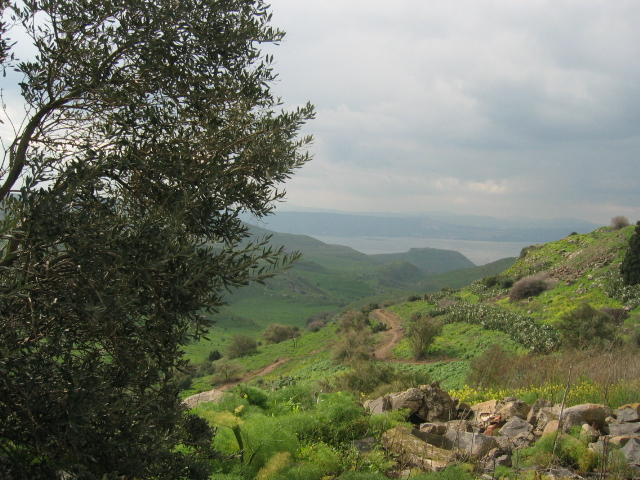
Golanhöjderna där filmen utspelar sig.

| Guy Amir         | – Gadassi         |
| Yoram Hattab     | – Yoram - pilot   |
| Uri Ran Klauzner | – Doktor Klauzner |
| Liron Levo       | – Weinraub        |
| Juliano Merr     | – Officer         |
| Tomer Ruso       | – Ruso            |

## Mottagande
På Rotten Tomatoes har filmen betyget 81%, baserat på 21 kritikerrecensioner med ett genomsnittligt betyg på 6,9 av 10.